# Desmodium lobatum
Desmodium lobatum är en ärtväxtart som beskrevs av Anton Karl Schindler. Desmodium lobatum ingår i släktet Desmodium och familjen ärtväxter. Inga underarter finns listade i Catalogue of Life.